# آلن وب
آلن وب (انگلیسی: Alan Webb؛ ۲ ژوئیهٔ ۱۹۰۶ – ۲۲ ژوئن ۱۹۸۲) بازیگر سینما و تئاتر اهل بریتانیا بود. از فیلم‌هایی که وی در آن نقش داشته‌است، می‌توان به چالشی برای لسی، نیکلاس و الکساندرا، نخستین سرقت بزرگ قطار، زنان عاشق، حکایت‌های کنتربری، دوئل‌بازها، خیانتکار و راز سوم اشاره کرد.